# Lottia gigantea
Espèce
Lottia gigantea est une espèce de mollusque appartenant à la famille des Lottiidae.

## Répartition

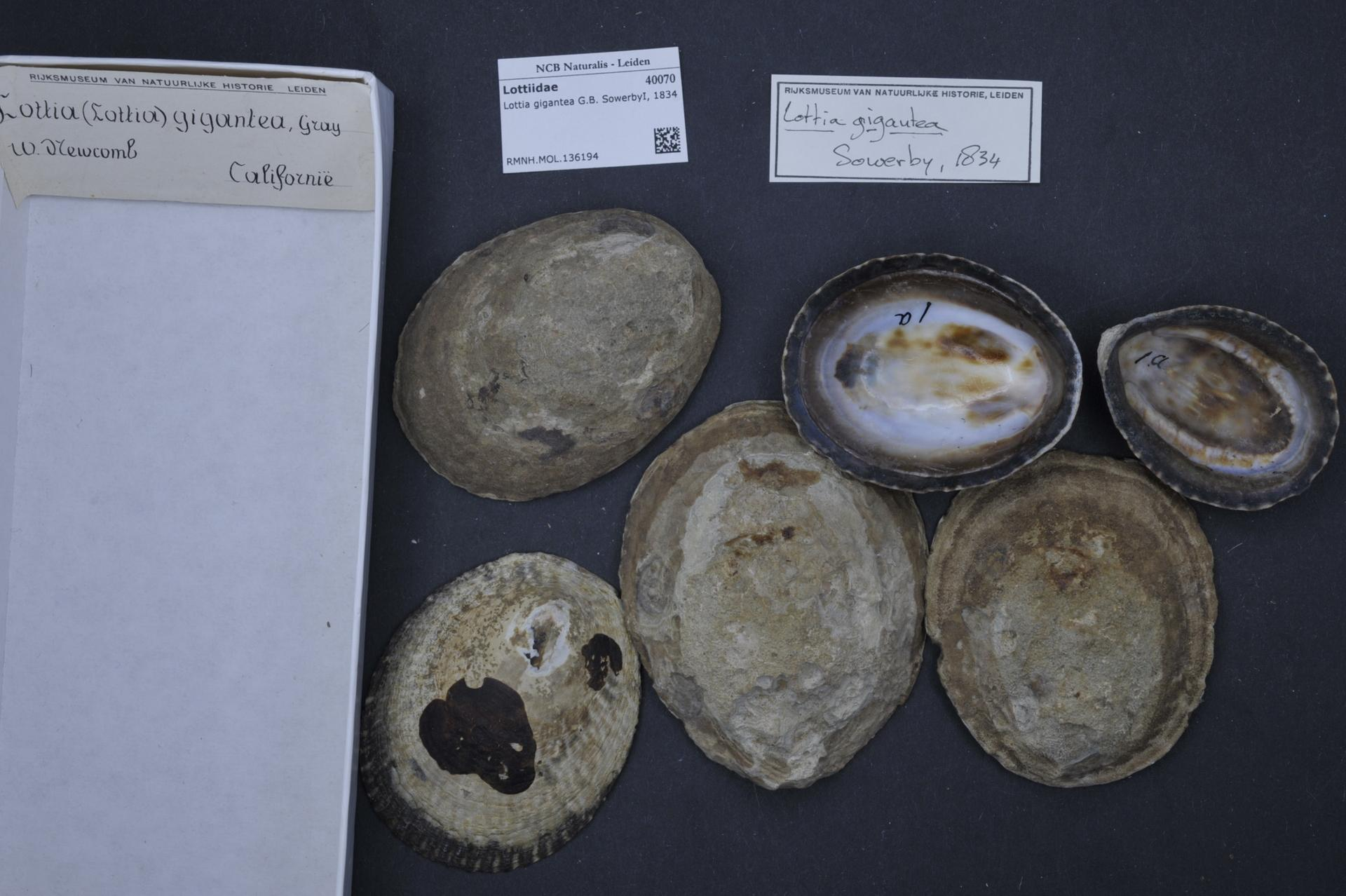
Lottia gigantea, Centre de biodiversité Naturalis, Leyde, Pays-bas

On la trouve sur la côte ouest de l'Amérique du Nord depuis l'État de Washington jusqu'en Basse-Californie. Elle est très abondante en Californie.

## Habitat
Elle apprécie les parois verticales balayées par les vagues dans la partie supérieure de la côte.

## Comportement
Elle grandit lentement et peut vivre jusqu'à vingt ans. Elle broute les microalgues croissant sur la surface des rochers.
C'est une espèce territoriale et certains individus reviennent au même endroit chaque fois que la marée se retire.

## Description
Elle a une longueur moyenne de 9 cm lorsqu'elle est adulte.

## Prédateurs
L'homme et l'Huîtrier de Bachman sont ses seuls prédateurs.

## ADN
Lottia gigantea est la première espèce de mollusque dont le génome ait été séquencé par le Joint Genome Institute.

## Source
- Arianna Fulvo et Roberto Nistri (2005). 350 coquillages du monde entier. Delachaux et Niestlé (Paris) : 256 p.  (ISBN 2-603-01374-2)
- La version 1 du génome de Lottia gigantea